# معبد رومی

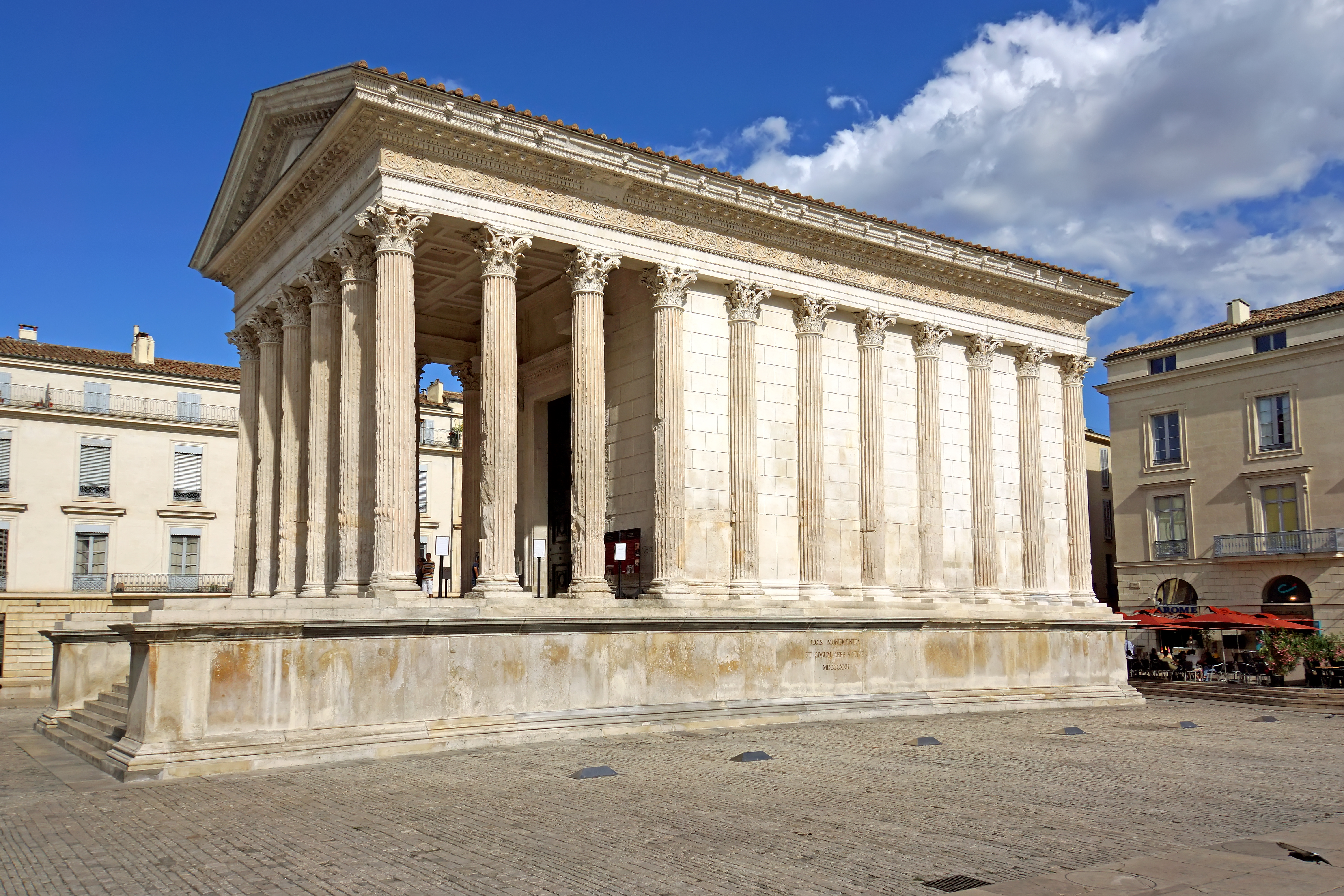
معبد مایسون کاری در نیم (شهر)، یکی از بهترین معابد رومی حفظ شده‌است. این معبد استانی آگوستوس با اندازه متوسط متعلق به فرقه امپراتوری روم است.

معبد رومی (انگلیسی: Roman temple) یکی از مهم‌ترین بناهای فرهنگ روم باستان و برخی از غنی‌ترین ساختمان‌ها در معماری رومی بودند، اگرچه تنها تعداد کمی از آنها در هر نوع حالت کامل باقی مانده‌اند. امروزه آنها «بارزترین نماد معماری رومی» به‌شمار می‌روند. ساخت و نگهداری آنها بخش عمده ای از مذهب در روم باستان و همه شهرهای با هر اهمیتی حداقل یک معبد اصلی و همچنین زیارتگاه‌های کوچکتر داشتند. درون‌خانه تصویر مذهبی خدای رومی را در خود جای داده بود که معبد به او تقدیم شده بود، و اغلب میزی برای هدایای تکمیلی یا افشانش و محراب کوچکی برای بخور دادن. پشت حجره اتاق یا اتاق‌هایی بود که خادمان معبد برای نگهداری وسایل و هدایا از آن استفاده می‌کردند. نمازگزار عادی به ندرت وارد حجره می‌شد و بیشتر مراسم عمومی در بیرون از جایی که محراب قربانی قرار داشت، روی رواق، همراه با جمعیتی که در محوطه معبد جمع شده بودند، انجام می‌شد.